# Ayuntamiento de El Paso
El Ayuntamiento de El Paso es el organismo que se encarga del gobierno y de la administración del municipio de El Paso, Islas Canarias, España. Está presidido por el correspondiente alcalde o alcaldesa, actualmente Eloy Martín Barreto, de Coalición Canaria.

## Primer Ayuntamiento
El 14 de abril de 1837 este quedó constituido por: su alcalde, don Manuel Taño de las Paredes, seis regidores y un procurador. Le fue concedida su secesión, por Real Decreto el día 14 de agosto del mismo año.

## Alcaldes
| Periodo   | Nombre                                                                                 | Partido                                    |
| --------- | -------------------------------------------------------------------------------------- | ------------------------------------------ |
| 1979-1983 | Miguel Ángel Hernández Martín                                                          | Unión de Centro Democrático (UCD)          |
| 1983-1987 | Miguel Ángel Hernández Martín                                                          | Grupo Electoral Libre de El Paso (GEP)     |
| 1987-1991 | Francisco Sánchez Pérez                                                                | Agrupación Palmera de Independientes (API) |
| 1991-1995 | Francisco Sánchez Pérez                                                                | Agrupación Palmera de Independientes (API) |
| 1995-1999 | Ángel Raúl Rodríguez Pages                                                             | Partido Socialista Obrero Español (PSOE)   |
| 1999-2003 | Francisco Sánchez Pérez (1999–2000) Higinio Máximo Brito (2000–2003)                   | Coalición Canaria (CC)                     |
| 2003-2007 | Jesús Manuel Rodríguez                                                                 | Partido Popular (PP)                       |
| 2007-2011 | María Dolores Padilla Felipe (2007-2009) Sergio Javier Rodríguez Fernández (2009-2011) | Partido Socialista Obrero Español (PSOE)   |
| 2011-2015 | María Dolores Padilla Felipe                                                           | Partido Socialista Obrero Español (PSOE)   |
| 2015-2019 | Sergio Javier Rodríguez Fernández                                                      | Coalición Canaria (CC)                     |
| 2019-2023 | Sergio Javier Rodríguez Fernández                                                      | Partido Socialista Obrero Español (PSOE)   |
| 2023-act. | Ángeles Fernández (2023) Eloy Martín Barreto (2023–act.)                               | Coalición Canaria (CC)                     |

## Administración
La Administración Local del municipio se realiza a través de este ayuntamiento, cuyos componentes se eligen cada cuatro años por sufragio universal de todos los ciudadanos españoles y de la Unión Europea mayores de 18 años de edad que estén empadronados en el término municipal. Según lo dispuesto en la Ley del Régimen Electoral General, que establece el número de concejales elegibles en función de la población del municipio, la corporación municipal de El Paso está formada por 13 concejales. El ayuntamiento cuenta con alcalde-presidente y doce concejales más. En las elecciones del 24 de mayo de 2015 obtuvo mayoría simple Coalición Canaria, formando gobierno en coalición con PSOE. El actual equipo de gobierno está compuesto por el alcalde-presidente, cuatro teniente alcaldes y tres concejales.

### Áreas de Gobierno
El Ayuntamiento recibe soporte técnico y presupuestario del Gobierno de Canarias y el Cabildo de La Palma. Para hacer más eficaz su gestión, se divide en las siguientes áreas de gobierno que conforman a su vez una relación de secciones administrativas.
- Obras, Cultura y Patrimonio Histórico: Ornato, parques y jardines, cementerio (obras); biblioteca, artesanía, banda municipal (cultura) y patrimonio histórico.

- Social: Menores, discapacidad, inmigración, sanidad, servicios sociales, mujer, igualdad, educación y participación ciudadana.

- Desarrollo Local: Formación, agricultura, comercio, ganadería, mercadillo municipal, juventud, empleo, mayores y medio ambiente.

- Turismo, Deportes y Fiestas: Fiestas, turismo y deportes

- Delegaciones y precedencias de las concejalías con delegaciones específicas y bajo la coordinación de la Alcaldía: Fiestas, residuos, limpieza, alumbrado público, industria, seguridad, policía local y protección civil y nuevas tecnologías.

## Historia
Movimiento de las corporaciones en el Ayuntamiento de El Paso a partir de las elecciones democráticas de 1979:
- 1979-1983: Miguel Ángel Hernández Martín, encabezó la única candidatura de la entonces Unión de Centro Democrático (UCD), es elegido alcalde del Ayuntamiento de El Paso. Hernández Martín ya en 1968, durante la Dictadura de Francisco Franco, había sido elegido como alcalde del municipio.[10]
- 1983-1987: La victoria del PSOE en las elecciones generales de España de 1982, produjo en los partidos de centro-derecha canarios la imposibilidad de presentarse ante los electores como intermediario privilegiado ante las distintas instancias del poder supramunicipal. La estrateguia seguida por la élite política en La Palma fue que los antiguos alcaldes de UCD crearan nuevas candidaturas sin configuración partidista.[11] Miguel Ángel Hernández Martín se presenta esta vez por el Grupo Electoral Libre de El Paso y obtiene siete de trece concejales. En estas elecciones municipales de diciembre de 19983 el PSOE de El Paso obtuvo tres concejales, dos el Centro Democrático y Social (CDS) y uno la Agrupación Palmera de Independientes (API). Sin embargo, pese a haber obtenido esa mayoría absoluta, dimite como alcalde y concejal a los 5 meses del haberse producido las elecciones, ocupando entonces el cargo el segundo de la lista: Francisco Sánchez Pérez.
- 1987-1991: Francisco Sánchez Pérez encabeza esta vez al partido insularista API, obteniendo cinco concejales, cuatro el PSOE, dos el CDS y dos el Partido Popular (PP). Al no existir mayoría absoluta, se llega a un acuerdo gobernando un tripartito API-PP-CDS con el PSOE en la oposición. El pacto se rompe, primero abandona el CDS, más tarde el PP y API queda en un gobierno en minoría los últimos meses de mandato.
- 1991-1995: Francisco Sánchez vuelve a obtener la alcaldía en pacto con un concejal del CDS. Obtuvo en esta ocasión seis concejales, cuatro el PSOE, dos el PP y uno el CDS. En esta ocasión el partido de Sánchez toma carácter regionalista API-AIC (Agrupación Independiente de Canarias).[12]
- 1995-1999: Una nueva corporación sin mayoría absoluta es aprovechada por el PSOE que logra el apoyo de un PP local muy enfadado con Sánchez. La alcaldía es para Ángel Raúl Rodríguez Pages, del PSOE, con cinco concejales, apoyado por dos del PP y quedando Coalición Canaria (CC) en la oposición con seis concejales. En la nueva CC se integraría API.
- 1999-2003: Esta vez es CC quién aprovecha la falta de mayorías absolutas y con cuatro concejales deja en la oposición al partido más votado que fue el PSOE con cinco. Francisco Sánchez vuelve a la alcaldía con el apoyo del PP empatado a concejales (4) con CC. Las relaciones con los partidos no son del todo estables y un año después de las elecciones el alcalde Francisco Sánchez presenta su dimisión como mandatario y concejal por motivos personales, abandonando la política local en la que venía participando desde 1979. Le sustituye Higinio Máximo Brito también perteneciente a CC.[13]
- 2003-2006: Una nueva corporación sin mayorías deja a Higinio M. Brito en la oposición con seis concejales al ponerse de acuerdo de nuevo socialistas y populares para regir la alcaldía dos años el PP (tres concejales) y dos años el PSOE (cuatro concejales). Los concejales del PP (con el alcalde Jesús Manuel Rodríguez incluido) abandonan el partido y se integran en el Centro Canario Nacionalista. La enfermedad del cabeza de lista del PSOE, Víctor Miguel Nazco, motivó un retraso de casi un año en el cambio de alcaldía acordado. Nazco dimitió por enfermedad y fallecería poco después, la alcaldía sería para la segunda de la candidatura socialista, María Dolores Padilla Felipe que se convierte así en la primera mujer que ocupa la alcaldía de El Paso. En este periodo tendrá lugar la propuesta de un Plan General de Ordenación que generó un rechazo vecinal[14]
- 2006-2008: Ese mismo año 2006, el gobierno del PSOE aprobó dicho plan que preveía la construcción de una autovía de cuatro carriles y un aumento de la población del municipio hasta los 40 000 habitantes.[15] El plan contemplaba también la construcción de un puerto deportivo y una desalinizadora, cuando El Paso se trata del único municipio de la isla que carece de costa.[16] Este hecho generó malestar en la población. Por otro lado, la oposición encabezada por Coalición Canaria, solicitó una moción de censura conjunta contra la alcaldesa socialista, María Dolores Padilla, que suscribieron los 5 concejales de CC, 1 del Centro Canario Nacionalista y 1 del PP.[17] Hasta ese entonces, gracias al apoyo del concejal del PP, el PSOE había podido gobernar en minoría.

## Casa consistorial
El organismo está emplazado en la avenida de las Islas Canarias en el centro de la ciudad. El ayuntamiento ha ocupado desde la independencia del municipio su actual ubicación. De estilo neoclásico, su construcción terminó en el año 1895. El nuevo edificio cuenta con tres plantas y un balcón centrado.

## Resultados electorales
| Partido político                         | 2023  | 2023  | 2023       | 2019  | 2019  | 2019       | 2015  | 2015  | 2015       | 2011  | 2011  | 2011       | 2007  | 2007  | 2007       |
| Partido político                         | Votos | %     | Concejales | Votos | %     | Concejales | Votos | %     | Concejales | Votos | %     | Concejales | Votos | %     | Concejales |
| Coalición Canaria (CC)                   | 3036  | 70,35 | 10         | 2660  | 64,83 | 9          | 1604  | 44,01 | 6          | 1266  | 32,25 | 4          | 1503  | 37,50 | 5          |
| Partido Socialista Obrero Español (PSOE) | 595   | 13,78 | 2          | 814   | 19,84 | 3          | 921   | 25,27 | 3          | 1389  | 35,38 | 5          | 1564  | 39,02 | 6          |
| Partido Popular (PP)                     | 585   | 13,55 | 1          | 532   | 12,97 | 1          | 1013  | 27,79 | 4          | 884   | 22,52 | 3          | 362   | 9,03  | 1          |
| Centro Canario Nacionalista (CCN)        | —     | —     | —          | —     | —     | —          | —     | —     | —          | 335   | 8,53  | 1          | 462   | 11,53 | 1          |
| Nueva Canarias (NC)                      | —     | —     | —          | —     | —     | —          | —     | —     | —          | —     | —     | —          | 87    | 2,17  | 0          |

## Evolución de la deuda viva municipal
El concepto de deuda viva contempla sólo las deudas con cajas y bancos relativas a créditos financieros, valores de renta fija y préstamos o créditos transferidos a terceros, excluyéndose, por tanto, la deuda comercial.
| Gráfica de evolución de la deuda viva del Ayuntamiento entre 2008 y 2023                          |
|                                                                                                   |
| Deuda viva del Ayuntamiento de El Paso, en miles de euros, según datos del Ministerio de Hacienda |